# Halhul
Halhul (Arabisch: حلحول, Hebreeuws: חלחול ) is een  Palestijnse stad in het zuidelijk deel van de Westelijke Jordaanoever in het Gouvernement Hebron. De stad ligt 5 kilometer ten noorden van de stad Hebron en Beit Kahil. Ten oosten van Halhul liggen de dorpen Sa'ir en Ash Shuyukh, in het noorden Beit Ummar en het Al Arrub Camp, in het westen Kharas en Nuba. Het ligt in een hoog bergachtig gebied 916 meter boven het zeeniveau. De 21.872 inwoners van de stad zelf zijn overwegend moslim.
Er zijn 11 moskeeën in de stad. De Yunis-moskee wordt in de joodse traditie beschouwd als de graftombe van de profeten Natan en Gad. In november 2017 bezocht een groep ultraorthodoxe joden deze locatie onder begeleiding van het Israëlisch defensieleger om te bidden.

## Geschiedenis
De geschiedenis van de stad gaat terug tot vóór 3000 v.Chr., en volgens gravures zou Halhul zelfs ongeveer 5000 jaar oud zijn. De Kanaänitische naam zou betekenen 'rillen'/'bibberen', mogelijk naar het koude weer in de bergen. Een alternatieve etymologie, die door de Arabieren genoemd wordt, is een samenvoeging van de Arabische woorden "een jaar" en "wonen" (حَلَّ حَوْل). Deze betekenis zou betrekking hebben op de profeet Jona (Arabisch: Joenoes).

## Economie
Het agrarisch gebied van Halhul omvat totaal 38.500 dunums (2006), waarin 50% van de bevolking werkzaam is. Halhul is bekend om zijn wijngaarden en fruitbomen.

## Israëlische bezetting
Van het agrarische gebied van Halhul is, vanwege confiscatie van het land door Israël en door Israëlische nederzettingen, een gebied van 8000 dunums ongecultiveerd. De stad is in het noorden omringd door de Israëlische nederzetting Karmei Tzur, in het oosten door een militaire basis en een zogenoemde 'bypass road' (Israëlische verbindingsweg) naar het zuiden en het oosten. De stad is omgeven door ijzeren hekken en vele militaire controleposten (checkpoints) en wordt door het Israëlische defensieleger regelmatig afgesloten.
De Israëlische strijdkrachten hebben sinds het begin van de Tweede Intifada in 2000 ongeveer 1500 dunums geconfisqueerd van de eigenaar-bewoners van Halhul die, nadat het tot gesloten militair gebied was verklaard, van hun land worden verjaagd als ze het willen bewerken. Kolonisten uit de nederzetting nemen intussen dat land in voor eigen gebruik.